# Departamento de Biología, Bioquímica y Farmacia (Universidad Nacional del Sur)
El Departamento de Biología, Bioquímica y Farmacia, usualmente mencionado por sus siglas «BByF», es uno de los 17 departamentos que constituyen la Universidad Nacional del Sur, localizada en la ciudad de Bahía Blanca, Argentina. En el ámbito de este departamento se dictan cuatro carreras de grado: Profesorado y Licenciatura en Ciencias Biológicas, Bioquímica y Farmacia.

## Historia
Al fundarse la Universidad Nacional del Sur en 1956 las carreras de Licenciatura en Bioquímica y Profesorado en Ciencias Biológicas se dictaron en el Departamento de Química. Catorce años después, el 18 de junio de 1970, fue aprobada la creación del «Departamento de Biología», incluyendo el dictado de las carreras mencionadas.
El 23 de noviembre de 1975 el departamento es eliminado y se crea el Departamento de Ciencias Naturales, integrando las carreras de Geología, Prof. en Biología y Bioquímica. 
Semanas después al golpe militar del 24 de marzo de 1976 las nuevas autoridades de la universidad eliminaron múltiples profesorados, incluyendo el profesorado en Biología. Al año siguiente, sin embargo, se abre la carrera de Licenciatura en Ciencias Biológicas y en 1981 se crea el Doctorado en Biología. También ese año se instala el departamento de Ciencias Naturales en el edificio de San Juan 670, cuya edificación había comenzado en 1969 y se encontraba paralizada desde 1971.
Tras el regreso de la democracia en 1983, las autoridades normalizadoras de la UNS deciden cambiar nuevamente la estructura departamental. A raíz de ello el Departamento de Ciencias Naturales se escinde en sus departamentos originales: Geología y Biología, aunque continuaron compartiendo el edificio de San Juan 670.
Dado el sostenido crecimiento académico y científico de las dos carreras del departamento se decidió el cambio de denominación de la Institución, que a partir del 27 de julio de 1994 pasó a denominarse «Departamento de Biología y Bioquímica». Dos años después, en 1996, sería nuevamente renombrada. En esta oportunidad pasó a denominarse «Departamento de Biología, Bioquímica y Farmacia», al incorporarse la recientemente creada carrera de Farmacia. 
Los planes de estudio de Ciencias Biológicas y de Bioquímica se modificaron en 1997, año en que la Licenciatura en Bioquímica cambió su nombre por «Bioquímica». En 2008 se actualizaron los planes de estudio de Bioquímica y Farmacia. En 2014 se actualizó nuevamente el plan de la Licenciatura en Ciencias Biológicas.
En 2011 fue cerrada la inscripción de estudiantes al Profesorado en Ciencias Biológicas. Ocho años después, en 2019, la inscripción fue reabierta y la universidad retomó el dictado de la carrera con un nuevo plan de estudios en 2020.

## Carreras
Las carreras del departamento son las siguientes:
| Carreras de grado                                         | Duración |
| --------------------------------------------------------- | -------- |
| Profesorado en Ciencias Biológicas                        | 4 años   |
| Licenciatura en Ciencias Biológicas                       | 5 años   |
| Bioquímica                                                | 6 años   |
| Farmacia                                                  | 6 años   |
| Carreras de posgrado                                      |          |
| Especialización en Bioquímica Clínica, Área Parasitología |          |
| Maestría en Biología                                      |          |
| Maestría en Bioquímica                                    |          |
| Doctorado en Biología                                     |          |
| Doctorado en Bioquímica                                   |          |

## Estudiantes
| Estudiantes del Departamento |
|                              |
| Fuente: Datos UNS            |

La cantidad de estudiantes activos del departamento es de aproximadamente 2.500 (2.424 en 2022). Además, se contabilizan unos 500 ingresantes y 150 egresados al año. Las carreras con más estudiantes son Bioquímica y Farmacia. 
Entre 2005 y 2014 la Licenciatura en Ciencias Biológicas era muy elegida por los potenciales alumnos de Medicina para realizar el año previo en alguna carrera del Sistema Universitario Nacional, requisito entonces vigente para ingresar en esa carrera en la Universidad Nacional del Sur. Sin embargo, tras el cambio de plan de la Licenciatura en 2014 y la apertura de la carrera de Enfermería en 2009 muchos aspirantes a Medicina optan por realizar esa carrera. También se registran un gran número de aspirantes a Medicina en las carreras de Bioquímica y Farmacia.